# Scaphiodonichthys
Scaphiodonichthys is een geslacht van straalvinnige vissen uit de familie van karpers (Cyprinidae).

## Soorten
- Scaphiodonichthys acanthopterus (Fowler, 1934)
- Scaphiodonichthys burmanicus Vinciguerra, 1890
- Scaphiodonichthys macracanthus (Pellegrin & Chevey, 1936)